# Kuponzsonglőrök
A Kuponzsonglőrök (eredeti címe: Extreme Couponing) egy amerikai szórakoztató tévés valóságshow, amelyet a Sharp Entertainment készített a TLC számára. Amerikában 2010. december 29-én mutatta be a TLC csatorna. Az első epizódot 2 millióan nézték meg, és felülmúlta a várt nézettségi adatot. Ennek hatására új epizódokat rendelt be a csatorna, amelyeket 2011 áprilisában kezdtek sugározni rendszeresen. A sorozatnak mind az 5. évada elérhető az HBO Max kínálatában.

## Ismertető
A TLC Kuponzsonlőrök című műsora olyan vásárlókról szól, akik a kuponok széleskörű és célzott felhasználásával pénzt takarítanak meg, miközben nagy mennyiségű árut halmoznak fel.
A kuponozás olyan tevékenység, amely a bevásárlási készségeket a kuponozással kombinálja, hogy minél több pénzt takarítson meg, miközben a lehető legtöbb élelmiszert gyűjti össze. Az "Extreme couponing" (Extrém kuponozók) fogalmát először a The Wall Street Journal említette 2010. március 8-án a "Hard Times Turn Coupon Clipping Into the Newest Extreme Sport" (Nehéz időkben a kuponok vágása új extrém sportággá válik) című cikkben.

## Epizódok
| Évad | Évad | Epizódok | Eredeti sugárzás    | Eredeti sugárzás   |
| Évad | Évad | Epizódok | Évadpremier         | Évadfinálé         |
| ---- | ---- | -------- | ------------------- | ------------------ |
|      | 1.   | 13       | 2010. december 26.  | 2011. június 15.   |
|      | 2.   | 12       | 2011. szeptember 9. | 2011. november 23. |
|      | 3.   | 6        | 2011. december 27.  | 2012. január 17.   |
|      | 4.   | 8        | 2012. május 30.     | 2012. június 25.   |
|      | 5.   | 8        | 2012. november 12.  | 2012. december 4.  |

### 1. évad
| #   | Eredeti cím            | Eredeti premier    | Magyar premier |
| --- | ---------------------- | ------------------ | -------------- |
| 1.  | Pilot                  | 2010. december 29. |                |
| 2.  | J'aime & Tiffany       | 2011. március 23.  |                |
| 3.  | Rebecca & Jessica      | 2011. március 30.  |                |
| 4.  | Tai and Tarin & Nathan | 2011. április 13.  |                |
| 5.  | Missy & Amy            | 2011. április 20.  |                |
| 6.  | Desirae & Stephanie    | 2011. április 27.  |                |
| 7.  | Chris & Antoinette     | 2011. május 4.     |                |
| 8.  | Amber & Tammilee       | 2011. május 11.    |                |
| 9.  | Chrystie & Treasure    | 2011. május 18.    |                |
| 10. | Amber & Amanda         | 2011. május 25.    |                |
| 11. | Kelly & Rebecca        | 2011. június 1.    |                |
| 12. | Joni & Angelique       | 2011. június 8.    |                |
| 13. | Scott & Jen            | 2011. június 15.   |                |

### 2. évad
| #   | Eredeti cím      | Eredeti premier      | Magyar premier |
| --- | ---------------- | -------------------- | -------------- |
| 1.  | Judy & Faatima   | 2011. szeptember 12. |                |
| 2.  | April & Carla    | 2011. szeptember 21. |                |
| 3.  | Erin & Shavon    | 2011. szeptember 28. |                |
| 4.  | Michelle & Kelly | 2011. október 5.     |                |
| 5.  | Michelle & Tyler | 2011. október 12.    |                |
| 6.  | Callie & Kelly   | 2011. október 19.    |                |
| 7.  | Perry & Melissa  | 2011. október 26.    |                |
| 8.  | Katherine & Joel | 2011. november 2.    |                |
| 9.  | Heather & Bree   | 2011. november 9.    |                |
| 10. | Missy & Nicole   | 2011. november 16.   |                |
| 11. | KT & Erin        | 2011. november 23.   |                |
| 12. | Chris & Joni     | 2011. november 30.   |                |

### 3. évad
A vásárlók egy valóságshowbán versenyeznek, amelyben a 12 legjobb Kuponzsonglőr 30 perces kihívásokon vesz részt, hogy kiderüljön, ki tud a legtöbbet megtakarítani 500 dollár értékű árun, melyet aztán jótékonysági célra adományoznak.
| #  | Eredeti cím         | Eredeti premier    | Magyar premier |
| -- | ------------------- | ------------------ | -------------- |
| 1. | Carla vs. Faatima   | 2011. december 27. |                |
| 2. | Chris vs. Michelle  | 2012. január 17.   |                |
| 3. | Jen vs. Joni        | 2012. január 24.   |                |
| 4. | Antoniette vs. Judy | 2012. február 7.   |                |
| 5. | Jessica vs. Perry   | 2012. február 14.  |                |
| 6. | Callie vs. Melissa  | 2012. február 21.  |                |

### 4. évad
| #  | Eredeti cím      | Eredeti premier  | Magyar premier |
| -- | ---------------- | ---------------- | -------------- |
| 1. | Erin & Dominique | 2012. május 28.  |                |
| 2. | Cole & Angelique | 2012. június 4.  |                |
| 3. | Jeff & Kelly     | 2012. június 25. |                |
| 4. | Joyce & Aprille  | 2012. július 2.  |                |
| 5. | Adrienne & Sarah | 2012. július 9.  |                |
| 6. | Lisa & April     | 2012. július 16. |                |
| 7. | Jane & Judy      | 2012. július 23. |                |
| 8. | Krista & Amanda  | 2012. július 30. |                |

### 5. évad
| #  | Eredeti cím      | Eredeti premier    | Magyar premier |
| -- | ---------------- | ------------------ | -------------- |
| 1. | Rudy & Gia       | 2012. október 16.  |                |
| 2. | Julie & Faatima  | 2012. október 23.  |                |
| 3. | April & Chastity | 2012. október 30.  |                |
| 4. | Pam & Broderick  | 2012. november 6.  |                |
| 5. | Susan & Cole     | 2012. november 13. |                |
| 6. | Maryann & Haley  | 2012. november 20. |                |
| 7. | Amanda & Jess    | 2012. december 4.  |                |
| 8. | Zadia & Briana   | 2012. december 11. |                |

## Fogadtatás
A New York Times cikkírója, Virginia Heffernan úgy jellemezte a műsort, mint "egy megtévesztően egyszerű bepillantás az amerikai költekezés összetett drámájára és a takarékosság paradoxonaira".
Az E! Online kritikusa, Jennifer Arrow "recesszióista sorozatnak" nevezte, amelyet "sok ízléstelen, kizsákmányoló reality" jellemez és a résztvevők "Őrült módon igyekeznek mindent megtenni, hogy a pénzüket megtakarítsák és egy kicsit többet adjanak a családjuknak".
Ken Tucker az Entertainment Weekly-től megjegyezte, hogy a műsor "kiváltott néhány szélsőséges reakciót", és "két, az országot jelenleg átjáró elem ügyes példájának" nevezte, megemlítve "a szélsőséges viselkedés iránti rajongást, ahogy azt a valóságshow-kon keresztül szűrik" és "azt a tényt, hogy sok embernek nincs annyi pénze, mint korábban".